# آتشفشان سپری

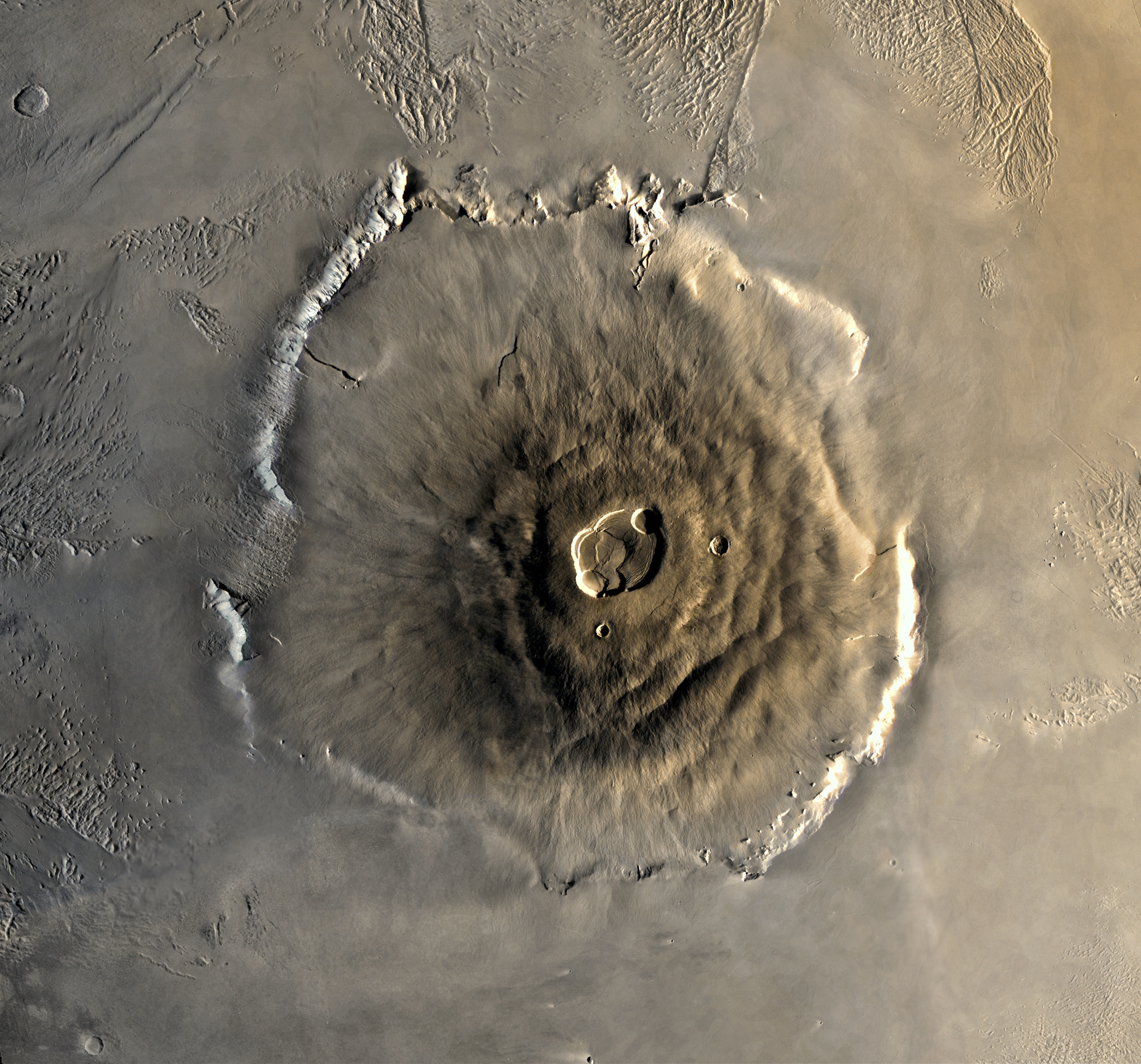
نگاره‌ای ثبت‌شده به‌سال ۱۹۷۸ میلادی از آتشفشان کوه المپوس بر سطح سیارهٔ مارس. کوه المپوس با ارتفاع ۲۲ کیلومتر از نقطه ژئودزی (تقریبا سه برابر کوه اورست)، بزرگ‌ترین آتشفشان سپری منظومهٔ شمسی محسوب می‌شود.

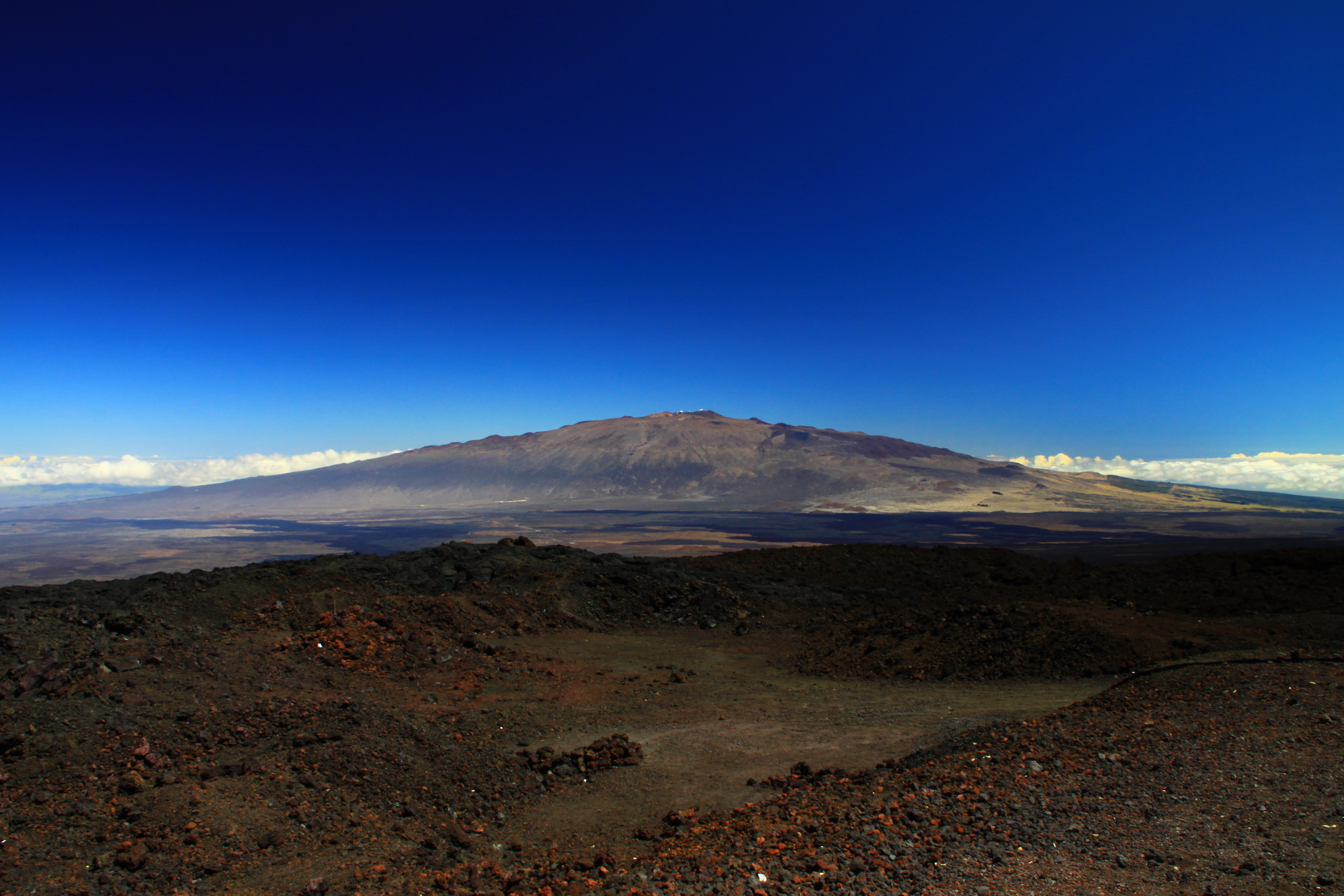
آتشفشان سپری مونا کیا در هاوایی

آتشفشان سپری (به انگلیسی: Shield volcano) یکی از انواع آتشفشان است. از روی هم قرار گرفتن روانه‌های متوالی آتشفشان، ساختمان مدور کم‌ارتفاعی شبیه سپر تشکیل می‌شود که قطر آن غالباً به چندین ده کیلومتر می‌رسد و به آن آتشفشان سپری می‌گویند.
در این نوع آتشفشان، ماگما از یک نقطه خارج می‌شود و به‌صورت مخروط‌های پهنی که دارای شیب دامنه‌ای بسیار کم هستند، در سطح زمین ظاهر می‌شود. این نوع آتشفشان دارای ماگمای رقیق بوده و فقط از نوع ماگمای خالص است و شبیه آتشفشان نوع هاوایی می‌باشد.

## نگارخانه

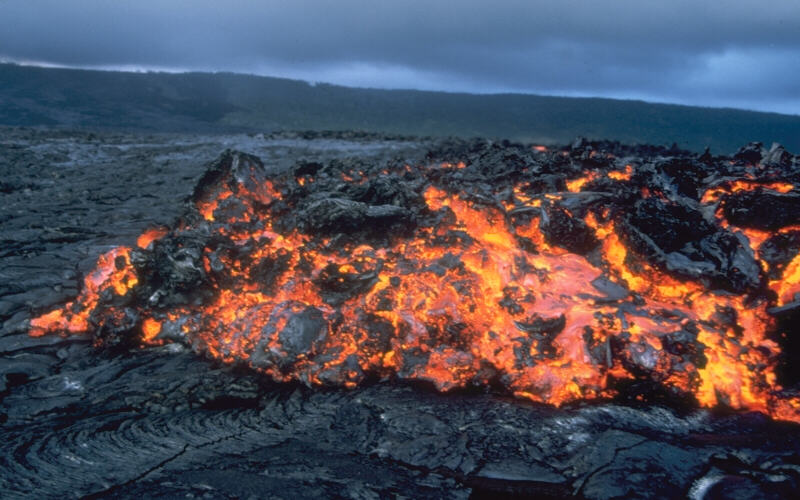
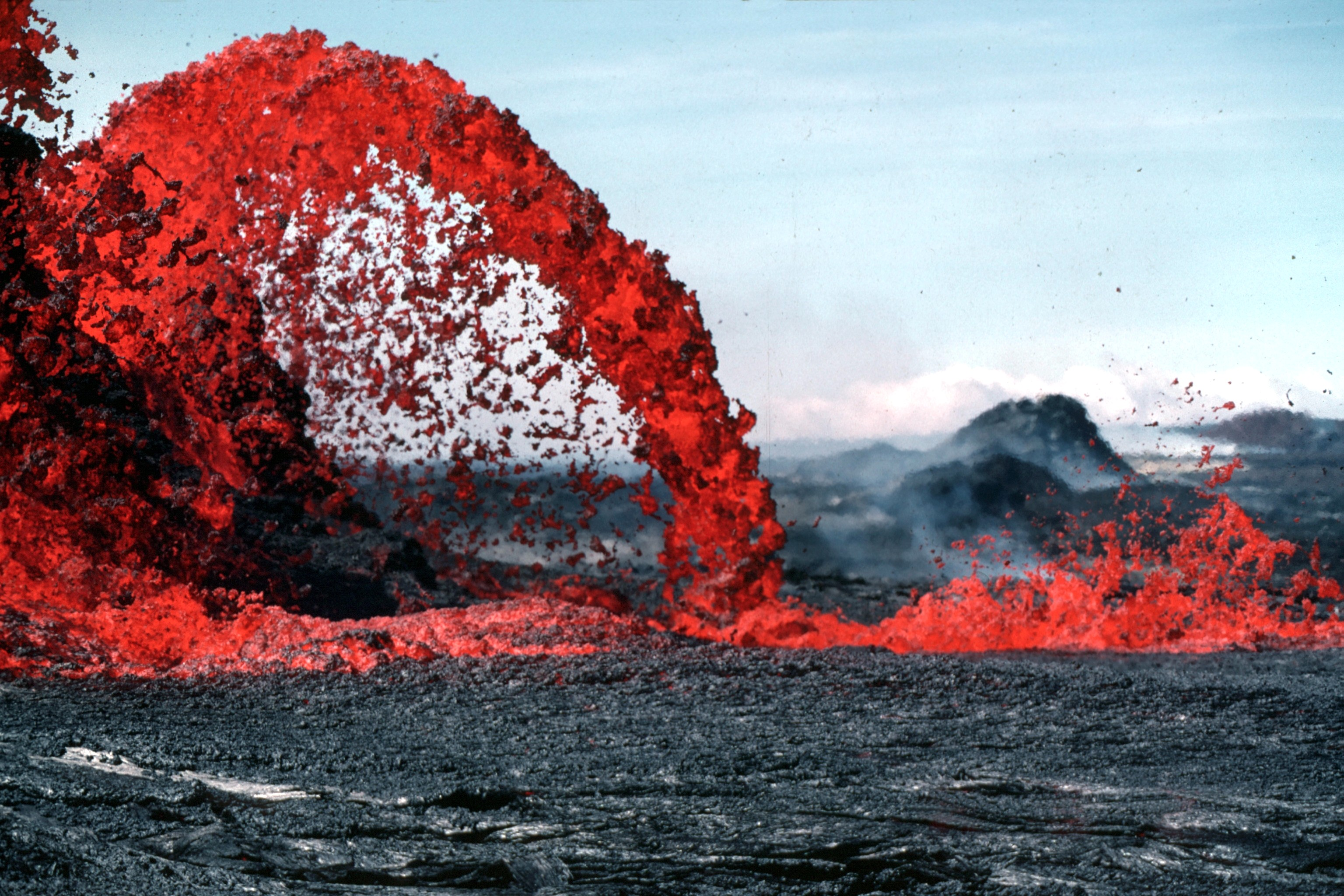
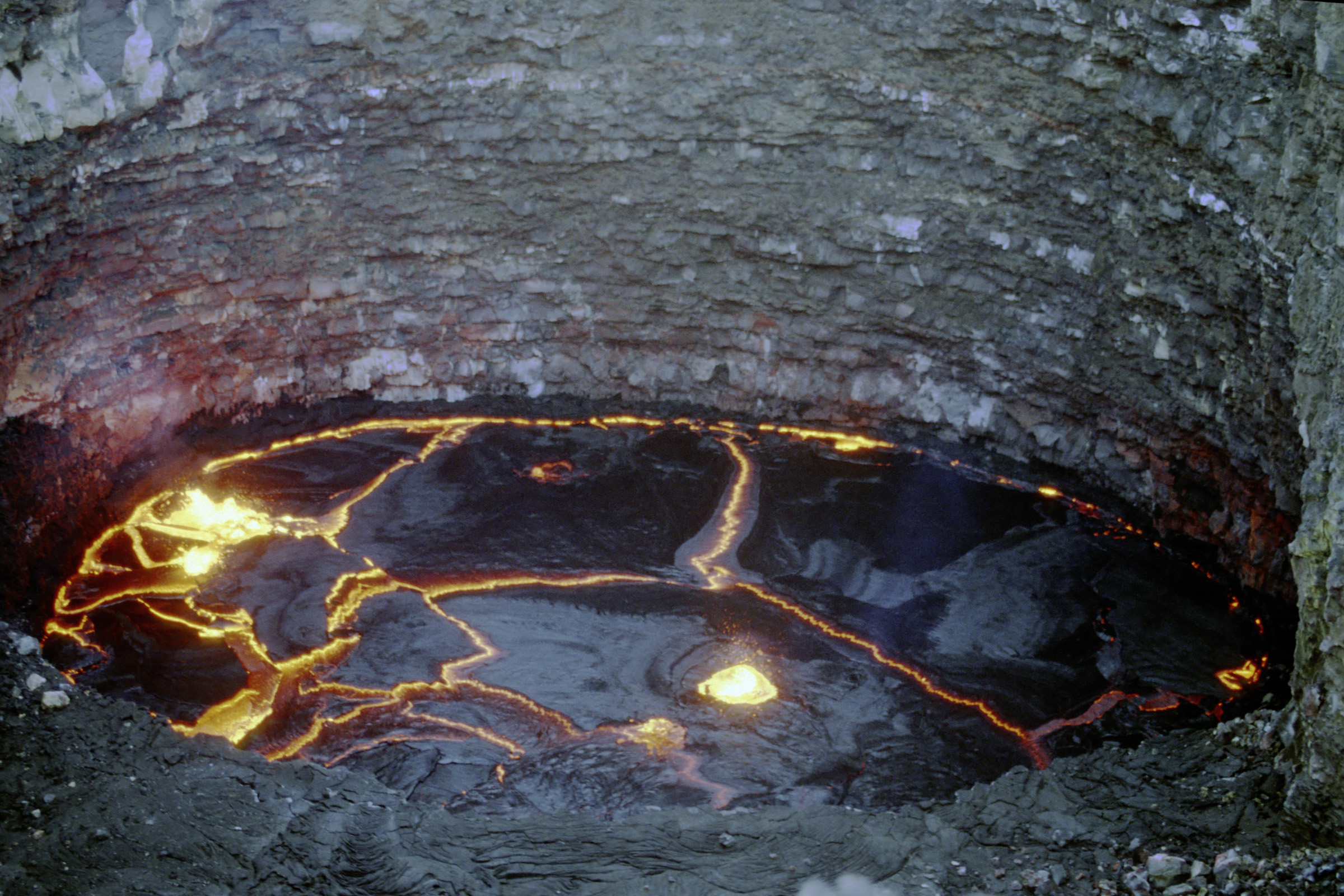
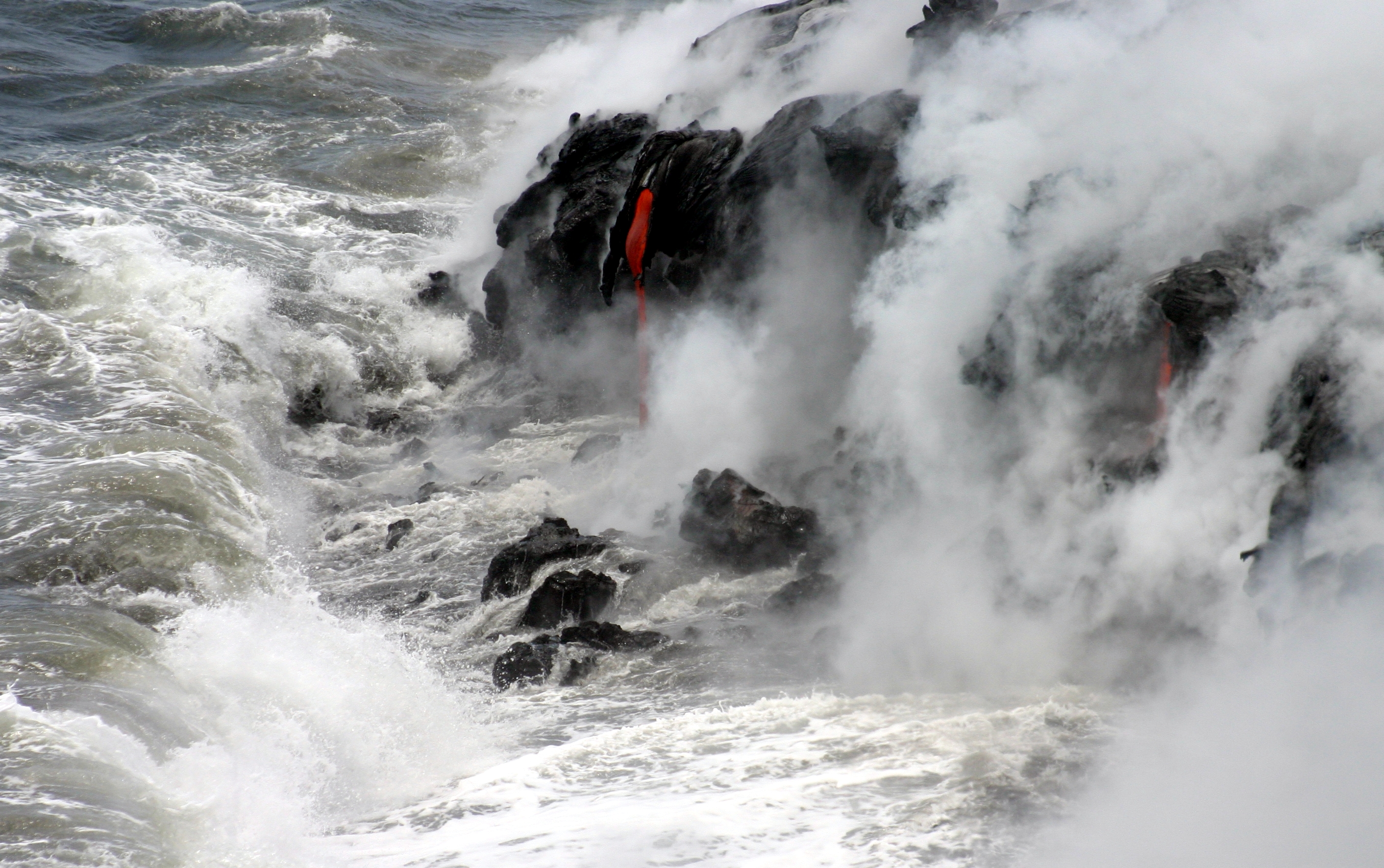
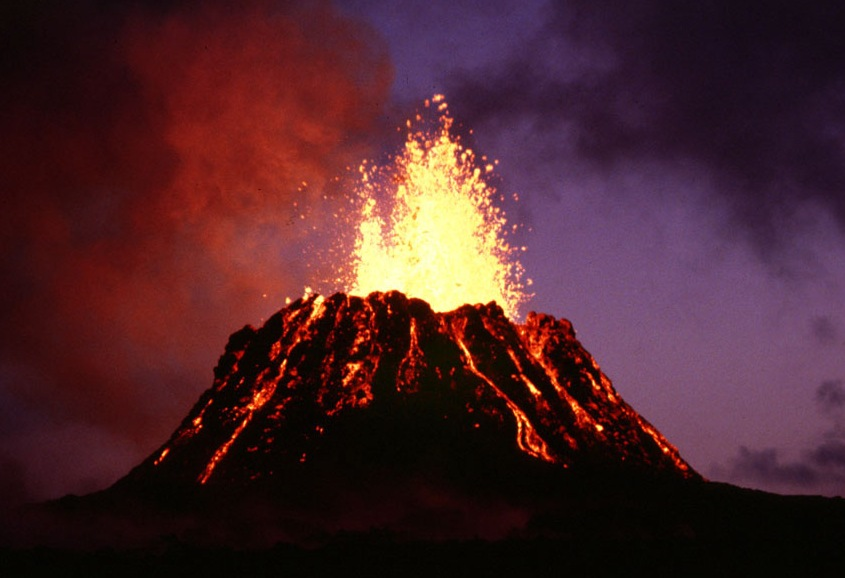
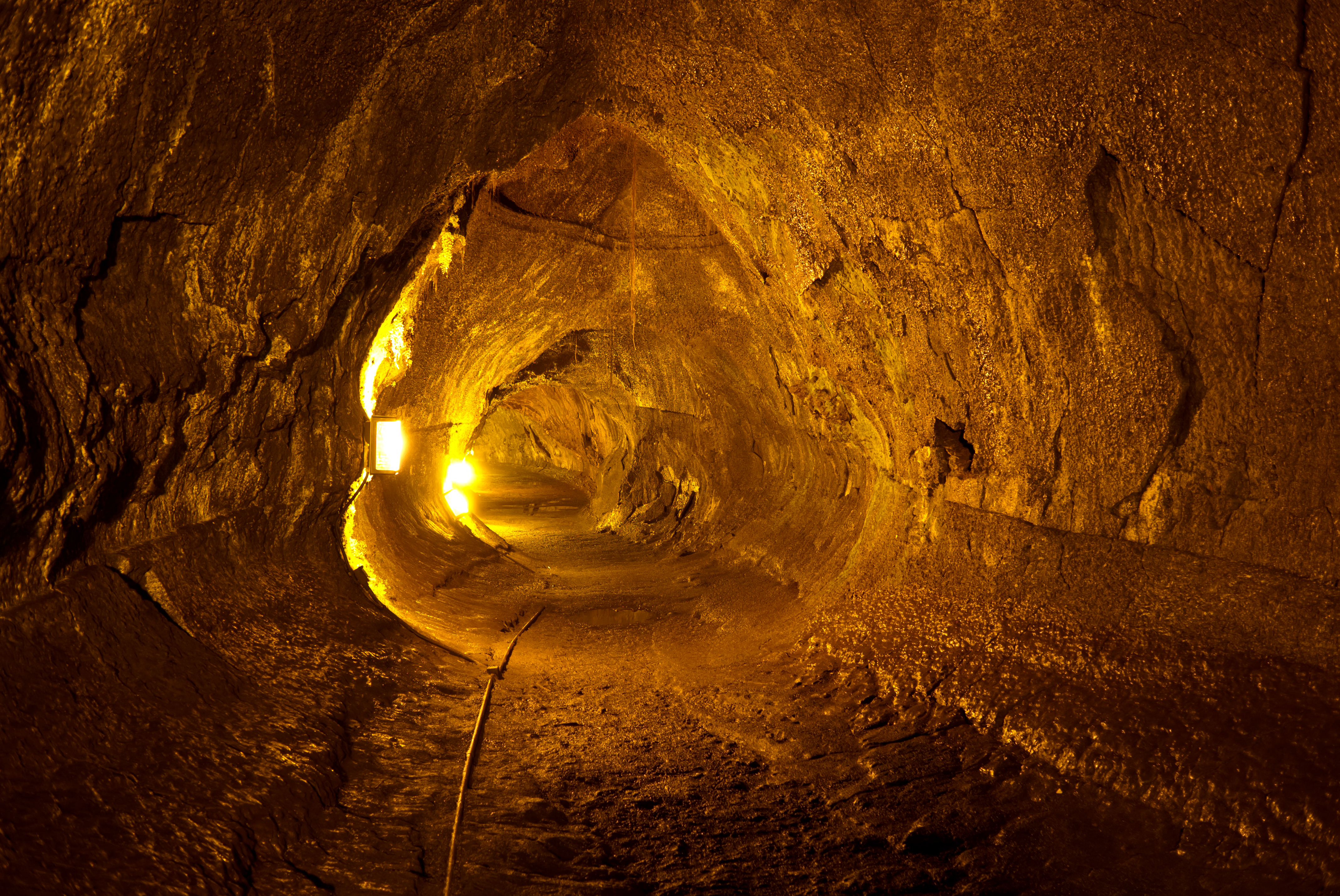